# Sutton Scotney
Sutton Scotney is een plaats en civil parish in het bestuurlijke gebied Winchester, in het Engelse graafschap Hampshire met 1346 inwoners.